# Brasão de Xanxerê

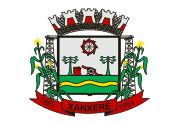

Brasão de Armas do município de Xanxerê, de autoria do heraldista Prof. Arcinóe Antonio Peixoto de Faria, da Enciclopédia Heráldica Municipalista, é um dos símbolos do município de Xanxerê, de acordo com a lei municipal n.º 734, de março de 1974.